# Roma al segle I aC
El segle I aC a Roma es va caracteritzar per les disputes entre populars i aristòcrates (vegeu Gai Mari i Luci Corneli Sul·la), i al final per la presa del poder per Juli Cèsar.
Les guerres a Itàlia, fins a la consolidació de Sul·la al poder, havien provocat milers de morts (es creu que uns cinc-cents mil italians havien mort) i Itàlia s'havia buidat. A això havien contribuït també l'emigració, principalment de mercaders i publicani, i en menys grau el reclutament que va portar a centenars de reclutes de guarnició a Hispània i altres llocs. Itàlia va quedar buida de joves. Alguns petits propietaris van emigrar també a la recerca d'altres terres on refer la seva fortuna.
A Itàlia van arribar per contra, alguns milers de provincials, però la majoria dels que van arribar eren els que s'ha convingut anomenar paràsits, que tenien escassa contribució a l'economia productiva.
Els esclaus van augmentar a Itàlia. Es creu que la població lliure d'Itàlia era d'uns sis milions de persones, però que el nombre d'esclaus era potser el doble, i almenys altres sis milions.
El luxe i la dissipació moral van continuar en augment: Festes amb abundant vi i menjar, plaers sexuals, refinament, etc. En els jocs de Roma cada vegada eren més freqüents les festes i els combats de gladiadors. Un funeral podia costar més d'un milió d'asos. El luxe dels jardins era notable (n'hi havia algun que valia més de sis milions de sestercis). Una sola habitació costava a Roma seixanta mil sestercis. Una finca amb casa de luxe costava de dos a tres milions de sestercis.
Feia furor el joc amb baralla. El vestit de llana gairebé va desaparèixer a favor de gases lleugeres (que deixaven clarejar els òrgans sexuals) i de la seda (amb la qual es feien túniques i altres vestits). Va caldre dictar una llei que prohibia importar perfums de l'estranger.
Un cuiner cobrava uns cent mil sestercis. Les cuines eren la peça principal de la casa. Al costat de les viles es van fer estanys d'aigua salada, per disposar de peix i marisc fresc. Els menjars no se servien sencers, sinó solament les porcions més suculentes, i era poc adequat fer més que tastar-ho.
S'importaven comestibles de regions llunyanes i vi de Grècia (en aquest cas vulnerant la Llei).
Al voltant de les taules hi havia esclaus, músics i ballarins.
Els mobiliaris eren elegants, i freqüents els tapissos d'or i les vaixelles de plata (que abans van estar prohibides, però que havien anat prosperant des de Publi Corneli Escipió Emilià Africà Menor). En temps de Sul·la es creu que hi havia a Roma unes cent cinquanta vaixelles de plata, contenint cadascuna unes cent lliures de plata, i les quals tenien un modelat extraordinàriament car (es deia que el modelat d'un sol got podia costar cent mil sesterços). La Llei que prohibia que el cost d'un banquet excedís de sis-cents sestercis, era ignorada per tots.
Casar-se i tenir fills no estava de moda. El divorci era cosa corrent (abans existia però no es practicava). Solament els propietaris rurals i els ciutadans de les petites ciutats seguien fidels al matrimoni i la família.
L'aniquilació dels pobles fenicis (cartaginesos) i italians (mars, samnites, etc.) va portar a un uniformisme accentuat progressivament. L'uniformisme s'adverteix primer en l'aspecte cultural i social, després en el religiós, més tard s'unifica el dret i les lleis; la llengua llatina adquireix caràcter gairebé de llengua única o almenys de llengua franca per als negocis i el comerç.
Els llatins i llatinitzats d'Itàlia emigren a les províncies on els porten o bé els càrrecs públics, o bé la possibilitat de negocis, i la seva condició privilegiada proporciona a la seva llengua i al seu dret enormes privilegis.
Els italians es mantenen en masses compactes, pures de tota barreja ètnica, en comunitats fortament organitzades: els soldats en les seves legions; els comerciants o negociants de les ciutats, en una zona de la ciutat; els càrrecs públics als edificis oficials.
Els ciutadans romans establerts en les ciutats de províncies, i els romans transeünts, s'acantonen en cercles exclusius (Conventus Civium Romanorum) amb la seva llista especial de jurats, i de fet amb la seva constitució comunal (romana) aplicada al seu àmbit.
Encara que en Hispània es van establir ciutats, algunes regions eren considerades com rudes i inhospitalàries, com per exemple Bascònia. Però el llatí progressa sobretot a la costa.
L'emigració va afectar també a la gent de pobles amb cultures diferenciades, progressivament inclosos en l'àmbit romà com territoris sotmesos o sota influència. Així van emigrar a Hispània grecs, sirians, fenicis, jueus i egipcis.
La religió tradicional romana va patir un retrocés. El buit espiritual es va omplir amb una continuada importació de déus grecs.
La penetració de la filosofia grega va haver de ser detinguda per l'Estat, però va seguir calant entre la joventut; al principi va ser tolerada però després es va buscar el seu suport per a la religió romana. L'Estat va haver d'arribar a la conclusió que les creences nacionals eren absurdes, però havien de ser mantingudes per raó d'utilitat com a verdadera institució política.
La religió tenia tendència a limitar-se al negoci dels banquets piadosos. Se celebraven banquets augurals i pontificals.
En aquesta època es va fer popular a Roma la seducció de dames casades, però la moda més cridanera va ser la de tenir relacions amb verges vestals, les quals ho tenien prohibit (alguns casos van ser descoberts i es van pronunciar condemnes a mort). Els àugurs i harúspexs en funcions gairebé no podien contenir el riure quan es miraven els uns als altres.
Les religions orientals van començar a penetrar, lentament primer, i més ràpid després.
Gai Mari i Luci Corneli Sul·la creien cegament en els oracles, d'origen oriental; probablement les creences orientals van ser introduïdes per les masses d'esclaus sirians i d'Àsia Menor venuts a Itàlia i Sicília i altres províncies; també va poder contribuir a la seva difusió el comerç oriental (procedent de Beritos o Beirut i d'Alexandria).
La creença oriental que major predicament va obtenir va ser la de la Dea Mater de Pesinunte (Cibeles), el gran sacerdot de la qual va fer pretesos miracles a Roma a finals del segle ii aC i va aconseguir molts adeptes a Roma. Hi va haver alguns romans que es van convertir en eunucs per servir com sacerdots de Cibeles.
Als harúspex (que vaticinaven mitjançant l'examen de les entranyes dels animals) i als auspices o auguri (que vaticinaven mitjançant l'observació del vol de les aus) els va sorgir la competència dels horòscops caldeus (astròlegs). També els jueus van fer conversos a la seva religió a Roma.
Durant el Setge de Numància van arribar a la zona, amb les tropes, molts endevins, i probablement va ser llavors quan algunes pràctiques van començar a difondre's a la zona central d'Hispània, i en tota la Vall de l'Ebre.
Alguns cultes com el de Belona d'Àsia (així anomenada per a distinguirla de la deessa romana Belona) o més pròpiament Ma o Maa de Capadòcia, exigien sacrificis humans, i les sacerdotesses es flagel·laven fins a sagnar (els romans van prohibir aquests cultes). Des de l'època de Sul·la es van introduir a Roma alguns ritus propis d'Egipte.
Després de la mort de Sul·la l'oposició es va organitzar en aquests grups:
- Els optimats moderats, partidaris d'una transacció amb els populars.
- Els populars propis o demòcrates.
- Els desencantats, o no afavorits per Sul·la (rics en general, que o bé van resultar perjudicats o ben no van rebre les prebendes esperades).
- Els transpadans, anomenats així per ser majoritàriament de la Gàl·lia Cisalpina (més enllà del riu Po anomenat en llatí Padus), el descontentament dels quals es basava que se'ls havia donat el dret llatí però no la plena ciutadania.
- Els emancipats o lliberts, que havien crescut molt en nombre (sobretot a Roma).
- Els banquers afectats per les rebaixes dels deutes.
- Les ciutats que van patir confiscacions.
- Els parents, esclaus, clients i lliberts dels líders exiliats.
- Els arruïnats (nobles endeutats, soldats als quals es va lliurar terres que no sabien portar, etc.).
- Els aventurers, que havent tret profit de les guerres desitjaven nous conflictes.

Va destacar en l'oposició l'orador Marc Tul·li Ciceró, però la direcció efectiva dels populars va passar a Marc Emili Lèpid, trànsfuga del partit aristocràtic, i al jove Juli César (nascut cap al 102 aC).
Després de la mort de Sila va haver uns anys d'inseguretat en els camins, causat per la fugida d'esclaus que es van organitzar en bandes de lladres, sobretot a Itàlia. Es van dictar dures penes contra la destrucció de les propietats per quadrilles armades. Moltes accions de les bandes eren comeses per compte de propietaris que buscaven enriquir-se. Va ser en aquesta situació que es va produir la famosa rebel·lió encapçalada pel gladiador traci Espàrtac.
Al cap de poc temps es va suspendre el repartiment de parcel·les de terres confiscades (se les deixà sense títol en mà dels seus posseïdors) i es va tornar a la pràctica de l'ocupació dels dominis públics formalment abolida.
Algunes disposicions de Sul·la van ser "oblidades" (i fins a algunes anul·lades) pel Senat, quan les va considerar poc adequades (privacions de drets cívics a diverses ciutats, prohibició de reunir en un sol adjudicatari diversos lots rurals, cartes de franquícies o immunitats concedides a canvi de sumes de diners, sumes que al suspendre's el benefici no van ser tornades, etc.).
En ocasió de la rebel·lió de Lepid es va restablir l'annona, amb restriccions, però com els pirates dificultaven el transport de blat, va haver carestia i revoltes (78 aC) i la compra de blat per a l'annona va ser reglamentada per una Llei de l'any 74 aC.
El no restabliment del tribunat i l'administració dolenta de justícia pels jurats senatorials feien créixer el descontentament. Un home influent rarament era condemnat; com molts senadors havien estat acusats, o podien ser-ho en el futur, es compadien dels acusats i els absolien. La compra del vot en els jurats era corrent; les exaccions a província, al fallar el judici de repetundis o concussió, es van fer de nou normals. En canvi els ciutadans de classe mitjana, o els pobres, patien tot el rigor de la llei.
El 75 aC es van dictar dues lleis: una sobre tribunals, i una altra que derogava una disposició de Sul·la segons la qual tot aquell que hagués estat tribú quedava inhabilitat per exercir qualsevol altra magistratura.
El retorn de Gneu Pompeu d'Hispània va canviar la situació. Pompeu, amb el seu exèrcit, va fer coalició amb els demòcrates abandonant el partit dels optimats. Un altre general influent, Cras, que havia combatut i derrotat a Espàrtac, també va abandonar als aristòcrates i es va aliar als populars o demòcrates (71 aC). Els populars van prometre a Pompeu el consolat (al qual no tenia dret per no haver desenvolupat prèviament les magistratures inferiors), els honors del triomf a Hispània (honors als quals tampoc tenia dret al no haver estat cònsol) i lots de terra per als seus soldats. Pompeu va accedir. L'exèrcit de Quint Cecili Metel, favorable al Senat, va tornar d'Hispània, però va ser llicenciat res més travessar els Alps. Mancat de forces militars, el Senat va haver de cedir a les exigències dels demòcrates, i Pompeu i Cras van ser designats cònsols el 70 aC
L'any 70 aC. (amb motiu del procés de Verres) la Lex Aurelia va establir la forma d'elecció dels jurats: 1/3 entre els senadors, 1/3 entre els cavallers, i 1/3 entre els tribuns de l'erari, és a dir entre els antics presidents de les circumscripcions tribals (anomenats tribuni aerarii) que eren ciutadans inclosos en el cens eqüestre però sense el títol de cavallers.
Aviat es va restablir el tribunat a totes les seves funcions, incloent la iniciativa legislativa.
Els impostos d'Àsia van tornar a ser recaptats per arrendataris romans als quals es va conferir el monopoli.
Es va restablir la censura amb facultat per al censor de cobrir les vacants del Senat. La seva durada va ser pel que sembla de cinc anys. Els censors designats (dos enemics del Senat, que els havia destituït per dirigir malament la guerra contra Espàrtac) van eliminar de les llistes del Senat a un de cada vuit senadors, gairebé tots partidaris destacats de Sul·la.
Les lleis Gabínia i Mànlia, al conferir poders extraordinaris a Pompeu (67 aC i 66 aC) van obrir el camí a l'Imperi.
En l'any 67 aC i en el 63 aC es van promulgar també altres lleis:
- Les audiències del Senat als estrangers se celebrarien de l'1 de febrer a l'1 de març, exclosos els dies de comicis (Llei Gabínia, 67 aC).

- No s'admetia l'acció de la justícia per a préstecs fets a Roma pels ambaixadors estrangers, com forma d'evitar la corrupció (any 67 aC).

- Restricció dels drets del Senat en dispenses legals: per a una dispensa de la Llei es requeria almenys el vot de 200 senadors (Llei Acília, 67 aC).

- Limitacions dels viatges privats d'alts càrrecs amb rang públic (Legatio libera) que provocava abusos a les províncies (63 aC)

- Agreujament de les penes per la compra de vots (Llei Acília Calpúrnia, 67 aC) i per intrigues electorals (Llei Túlia, 63 aC). La llei Acília Calpúrnia establia multa i exclusió del senat i inhabilitació per a càrrecs públics; la llei Túlia afegia el desterrament per deu anys.

- Llei que obligava als pretors a dictar sentència conforme als seus edictes (programa) publicats a l'entrar en el càrrec (Llei Cornèlia, any 67 aC).

- Llei eliminant la cooptació en els Col·legis de sacerdots i restablint l'elecció popular (63 aC).

- Llei restablint el sufragi per als emancipats (any 67 aC) que va ser anul·lada pel senat en virtut del seu dret de casació.

Al 64 aC els populars van proposar la llei Serviliana que consistia que l'estat havia de comprar terres a Itàlia per parcel·lar-les i donar-les a colonitzadors. Per a la seva compra es recaptaria diners venent els terrenys comunals de diverses províncies i les terres de les ciutats completament conquistades a Hispània i altres províncies; totes les ciutats, llevat de les de dret llatí i algunes ciutats lliures, serien recarregades amb delmes i tributs; es van establir a més altres formes de recaptació menys importants. Per dur a terme el projecte es nomenarien decenvirs per cinc anys, elegits per disset de les trenta-cinc tribus (designades per sort). La llei va ser rebutjada.
El 63 aC, a proposta de Cató, líder del Senat, es va restablir l'Annona Semproniana, per atraure's al poble, que després de la insurrecció de se separava dels populars.
El 60 aC César, Cras i Pompeu establiren l'anomenat Primer Triumvirat.
En aquesta època sabem que els deutors insolvents s'havien multiplicat al fer-los concurrència en les seves petites explotacions la mà d'obra servil dels grans, els quals, al concentrar la producció en poques mans, controlaven també els preus. Els colons (és a dir els ciutadans establerts en colònies) havien de fer front a l'escassetat.
El 59 aC César va ser nomenat cònsol i va procedir al repartiment de terres als veterans de Pompeu, en part amb els escassos dominis públics que quedaven a Itàlia (a Càpua) i la resta amb compres de terrenys fetes amb els fons de les últimes conquistes a Àsia. També, a petició dels publicans, va fer aprovar la rebaixa d'un terç dels arrendaments. El Senat le havia adjudicat ja per pròrroga, el govern (proconsulat) de la Gàl·lia Narbonense per a l'any 58 aC, i per plebiscit es va confiar a César el comandament de tres legions a la Gàl·lia Cisalpina (a la Narbonense hi havia a més una legió), sent la seva prorroga per cinc anys. El comandament va ser prorrogat més tard per altres cinc anys.
En el 59 aC es va reformar la Llei de repetundis que regulava l'administració pública a Roma i a les províncies i posava a cobert a les províncies de l'arbitrarietat dels governadors, establint forts multes. Una altra llei preveia la persecució de tot magistrat que fes executar sense judici a un ciutadà romà.
Pompeu va ser cònsol el 55 aC i després (53 aC i 52 aC) va exercir el mateix càrrec sense col·lega (funcions equivalents a dictador). Entre les normes que va fer aprovar estava la que el comandament de les províncies consulars no se'ls donaria als cònsols i pretors a l'acabar el seu mandat, sinó passats cinc anys (la mesura tardaria uns 3 o 4 anys en aplicarse). Pompeu va establir també normes del dret:
- El nombre d'advocats per causa va quedar limitat.
- Es va limitar el temps dels discursos en els judicis.
- Es va suprimir la norma que a falta de testimonis l'acusat podia valer-se de laudatores (gent de bon nom que declarava a favor de l'acusat).

Pompeu, després de la mort de Cras, es va moure cap a una aliança amb l'aristocràcia i el senat. Va esclatar la guerra civil i César va sortir triomfant. Alguns combats es van donar a la Hispània Citerior. Enfront de César es van situar els senadors (patricis, nobles o aristòcrates, terratinents), part dels cavallers (els de majors possessions i riquesa) i els publicans (homes de negocis enriquits sovint pertanyents a l'orde eqüestre) que temien l'anul·lació dels deutes dels insolvents, les confiscacions i el germen de la revolució social que representaven els demagogs del partit oposat. En el partit popular estaven els burgesos arruïnats, pagesos pobres i homes lliures humils de les ciudades.